# Budiž vděčně velebena
Budiž vděčně velebena je česká mariánská píseň. Její text napsal František Žák v roce 1908 na starší nápěv tehdy již zemřelého Františka Pivody. V jednotném kancionále, v němž má přepracovaný text, je označena číslem 801. Má šest slok a při mši se může zpívat při vstupu, před evangeliem a při obětním průvodu.